# Flavije Aecije
Flavije Aecije, lat. Flavius Aetius (396. – 454.) je bio vojskovođa i de facto gospodar Zapadnorimskog Carstva između 433. godine i svoje nasilne smrti. Besmrtnu slavu će postići pobjedom nad Atilom u Bitci na Katalaunskim poljima, 20. lipnja 451. godine. 
Rimski kroničari tih vremena nazivali su ga posljednji pravi Rimljanin.

## Mladost
Aecije je bio sin rimskog generala Flavija Gaudentija (Flavius Gaudentius) nepoznatih i mogućih barbarskih korijena. Djetinjstvo Aecije provodi kao taoc na dvoru Vizigota i Huna gdje će upoznati tamošnje običaje i dobiti jedinstven uvid u barbarsku vojno-političku strategiju. Dok je Aecije provodio djetinjstvo među barbarima njegov otac se uspinjao stubama moći došavši do položaja jednog od najvažnijih vojnih zapovjednika Zapadnog Rimskog Carstva. Nakon smrti cara Honorija 423. godine novoproglašeni car Ivan će biti napadnut od Istočnog Rimskog Carstva koje ga nije priznavalo. U pokušaju spašavanja neodržive situacije Ivan će poslati ranije oslobođenog Aecija na hunski dvor da zatraži vojnu pomoć.

## Borba za vlast
Hunski vojnici s kojima će Aecije doći u Italiju da spasi cara Ivana dolaze prekasno, ali istovremeno svima jasno prikazuju snagu njegovog utjecaja među barbarima. Pod tom vojnom prijetnjom majka maloljetnog cara Valentinijana III. sklapa dogovor s Aecijem i druga dva najmoćnija generala Zapadnog Rimskog Carstva o neformalnom trijumfiratu. Po tom dogovoru iz 425. godine Aecije dobiva Galiju, Flavije Feliks Italiju, a Bonifacije Afriku iako nitko od njih nije htio dijeliti vlast s drugima što dovodi do građanskog rat među trijumvirima. Aecije će sebi najprije pripojiti Italiju nakon što dokrajči Feliksa, a na kraju će, iako poražen u bitki od Bonifacija, pobijediti njegovog nasljednika 433. godine. Iako je te zadnje godine građanskog rata Valentinijan III. postao po rimskom zakonu punoljetan, Aecije se nije obazirao na to preuzevši u ruke cjelokupnu vlast u Carstvu ostavivši cara bez ikakve stvarne moći.

## Gospodar Carstva
Još tijekom građanskog rata Aecije počinje svoje ratove protiv raznih barbara. Već 426. godine pobjeđuje Vizigote koji pokušavaju proširiti svoj teritorij u današnjoj Francuskoj (Akvitanija). Slično se ubrzo dogodilo s Francima koji su prešli rijeku Rajnu. Preuzimanjem potpune vlasti smanjuje se i broj vojnih uspjeha. Burgundi su pobijeđeni u kratkom ratu 436. godine, ali oni će biti uništeni kao politički faktor tek nakon invazije Huna (koje je pozvao Aecije) sljedeće godine. Rat s Vizigotima završava neriješeno 439. godine iako on biva slavljen zbog vlastite pobjede u vojnoj bitci, dok će rat s Vandalima biti katastrofalan. Najprije će Aecije potpisati mir s Vandalima poklanjajući im teritorij koji su do tada osvojili, ali Vandalima to neće biti dovoljno i oni 439. godine iznenada napadaju i osvajaju grad Kartagu s rimskom flotom usidrenoj u luci.  Sljedećih godinu dana provodi se potpuna mobilizacija rimske vojske zbog oslobađanja Afrike, samo da bi se tako skupljena vojska na Siciliji potom vratila u svoje stare vojne baze zbog hunskog napada na Istočno Rimsko Carstvo. Na kraju Aecije ponovno zaključuje mir s Vandalima 442. godine priznajući im potpunu nezavisnost i sve teritorije koje su do tada osvojili. 
Posljednji veliki rat i velika pobjeda Aecija prije sukoba s Hunima postaje novi franački rat u kojem su 448. godine Franci ponovno pobijeđeni i odbačeni preko Rajne. Tri godine poslije Atila počinje svoj napad na Galiju u kojoj od poznatijih barbarskih naroda žive Burgundi i Vizigoti. Odgovor na taj napad bit će savez Carstva i Vizigota čije će zajedničke vojne snage u bitki na Katalaunskom polju 20. rujna 451. pobijediti Hune. Nakon što su bili pobijeđeni sljedeću godinu po prvi i zadnji put Atila napada Italiju kako bi se osvetio svom bivšem prijatelju. Pobjednički vojni pohod Atila će zaustaviti tek nakon pustošenja po cijeloj sjevernoj Italiji nakon pregovora s papom kod rijeke Po.

## Smrt i posljedice
Kao i Honorijev zaštitnik Stilihon, tako je i Aecije želio da nagrada za njegova djela od strane Valentinijana III. bude ženidbena veza između njihovih obitelji. Kako je Valentinijan imao samo kćeri cilj je bio ženidba Aecijevog sina Gaudencija za Valentinijanovu kćer čime bi Gaudencije postao prijestolonasljednik. Ta ideja se nije svidjela caru koji ga iznenada tijekom izlaganja o financijama Carstva ubija vlastitom rukom. Katastrofalni rezultat Aecijeva ubojstva bit će vandalska pljačka Rima, ubojstvo tri cara u samo tri godine, preuzimanje stvarne vlasti u državi od strane barbara Ricimera i odbijanje provincija da prihvate nove careve u Rimu.

## Aecijev značaj
Aecije je dobio gotovo mitske proporcije zbog svoje pobjede nad dotad nepobjedivim Atilom. Velik dio povjesničara kao što su Robert F. Pennel te John Norwich nazivaju ga čovjekom koji je održavao Zapadno Rimsko Carstvo 3 desetljeća. Gibbon, Michael Grant i drugi opravdavaju katastrofalan gubitak Afrike jer to po njihovom mišljenju Aecije nije bio u stanju spriječiti, iako je značaj tog gubitka bio jasan njegovim prethodnicima i suvremenicima (Prisk Atal, Majorijan, Leon I., Antemije). 
Drugi problem tijekom vladavine ovog generala bilo je pitanje poraženih barbara. U trenucima kada je Aecije nadmoćan u odnosu na barbare on ih nikad nije izbacivao izvan granica Carstva nego ih je naseljavao unutar teritorija. Tu njegovu odluku brani Gibbon s objašnjenjem da su Aeciju trebali barbarski vojnici jer su Rimljani odbijali ići u vojsku. Po njemu bi izbacivanje barbara izvan granica Carstva rezultiralo nestankom novaka za rimsku vojsku. 
Sama pobjeda Aecija nad Hunima i njena važnost neupitne su za zapadne povjesničare. Ta pobjeda je po njima spasila zapadni svijet to jest njom je spašena zapadna civilizacija (John Norwich, William Watson, Edward Creasy). Jedino Bury smatra da su ta bitka i pobjeda potpuno nevažni za zapadni svijet jer se Atila i tako povlačio, a napad na Galiju bio je pljačkaški bez ikakve namjere za osvajanje te pokrajine.